# Keret-Epos
Das Keret-Epos (auch Kirta-Epos) wurde im 13. Jahrhundert v. Chr. von Ilimilku in Ugarit verfasst und ist in einer einzigen Fassung auf drei Tontafeln erhalten.

## Handlung
Das Epos handelt von einem König Keret (oder Kirta), der durch den Verlust seiner gesamten Familie in tiefes Unglück gestürzt wird. Dennoch folgt er dem Geheiß Els, greift das benachbarte Königreich Udum an und heiratet die Tochter des Königs, die ihm anschließend eine Nachkommenschaft von mehreren Söhnen und Töchtern beschert. Erneutes Unglück befällt ihn in Form einer lebensbedrohlichen Krankheit, weil er versäumte, ein Gelübde gegenüber der Göttin Athirat zu erfüllen. Daraufhin beauftragt Keret seine Frau, zwei Gruppen von Magiern einzuladen und ihnen eine Kultmahlzeit auszurichten. Doch der Tod des Königs scheint unausweichlich, und dem Kronprinzen Yassub wird die Nachfolge anheimgestellt. Es folgen verschiedene Versuche, das Schicksal doch noch zu wenden. Letztlich gesundet der König wider Erwarten, aber dessen ungeachtet fordert ihn der Kronprinz zum Rücktritt auf. Der König ist empört und verflucht ihn.

## Bibliographie
- J. Gibson: Canaanite Myths and Legends, 2. Ausg. Edinburgh 1978, S. 82–102.
- N. Wyatt: Religious Texts from Ugarit, Sheffield 1998, S. 176–243.